# Fürst-Domagoj-Orden mit Halsband
Der Fürst-Domagoj-Orden mit Halsband (kroatisch Red kneza Domagoja s ogrlicom) ist eine staatliche Auszeichnung der Republik Kroatien.

## Stiftung und Rang
Der Verdienstorden wurde am 10. März 1995 von Premierminister Stjepan Mesić gestiftet. Er ist benannt nach dem kroatischen Knez (Fürsten) Domagoj.
Der Fürst-Domagoj-Orden rangiert an siebenter Stelle des kroatischen Ordenssystems und wird an In- und Ausländer für bewährten Mut sowie Heldentum im Kriegsfall verliehen, ferner auch für Verdienste bei unmittelbarer Kriegsgefahr oder in nationalen Ausnahmefällen mit Gefahrenverdacht.

## Aussehen und Trageweise
Die Ordensdekoration zeigt ein grobes querliegendes 999er silbernes Oval mit einer Höhe von 40 mm bei einer Breite von 50 mm, in dessen Mitte ein vergoldeter nackter Bogenschütze kniet. Er kniet dabei mit seinem Gesäß auf dem rechten Fuß, während er das linke Bein in Schussrichtung nach links ausstreckt. Unterhalb des Bogenschützen befindet sich ein halbkreisförmiges Ornament in Form einer Welle mit der Aufschrift KNEZ DOMAGOJ (Fürst Domagoj). Am oberen Rand des Ordensdekoration ist das Staatswappen Kroatiens zu sehen, unterlegt von zwei diagonal gekreuzten Schwertern. Darüber befindet sich die Anhängevorrichtung für das Ordensband, die das kroatische Flechtwerk zeigt.
Das Revers ist glatt und zeigt mittig das eingravierte Kroatische Flechtwerk sowie die Umschrift REPUBLIKA HRVATSKA (Republik Kroatien).
Das Halsband ist 36 mm breit und 600 mm lang und in der rot-silbernen Schachbrettmusterung des kroatischen Wappens, gehalten.
Die zum Orden gehörige Miniatur wird an der linken oberen Brustseite getragen, entweder als Bandorden oder als Bandschnalle mit aufgelegter Miniatur des Ordensabzeichens.

## Träger (Auswahl)
- Janko Bobetko (1919–2003), General
- Bruno Bušić (1939–1978), Journalist (posthum)
- Radimir Čačić (* 1949), Politiker
- Siniša Glavašević (1960–1991), Journalist (posthum)
- Ante Gotovina (* 1955), General
- Stanko Sopta (* 1966), General
- Gojko Šušak (1945–1998), Verteidigungsminister
- Franjo Tuđman (1922–1999), Präsident
- Blago Zadro (1944–1991), General (posthum)